# David Chipperfield
David Chipperfield (Londres, 1953) és un arquitecte britànic minimalista, guanyador del Premi Pritzker de 2023. És membre del Royal Institute of British Architects i membre honorífic de l'American Institute of Architects i del Bund Deutscher Architekten.

## Biografia
Va estudiar arquitectura a l'Architectural Association School of Architecture de Londres, on es va llicenciar el 1977. En el període 1978-1984 va treballar amb arquitectes com Douglas Stephen, Richard Rogers o Norman Foster, i el 1984 va establir el seu propi estudi David Chipperfield Architects. Té oficines a Londres, Berlín i Milà i una oficina de representació a Xangai.
La seva arquitectura sol encabir-se dins del corrent estilístic del minimalisme. Ha treballat tant en edificació i urbanisme, com en disseny de mobles i interiors. Ha estat guanyador de diversos premis, entre ells el Premi Pritzker en 2023, el Premi d'Arquitectura Contemporània Mies van der Rohe en 2022 i la Medalla d'or del RIBA (Royal Institute for British Arquitects) en 2011, el Praemium Imperiale in 2013, el premi Andrea Palladio en 1993, o la Heinrich Tessenow Gold Medal en 1999 per obres diferents, destacant museus, galeries d'art, biblioteques, cases privades, hotels o oficines.

## Obra
L'any 1997 va iniciar un dels seus projectes més importants, la reconstrucció i restauració del Neues Museum de Berlín, que havia estat en gran part destruït durant la Segona Guerra Mundial i li va fer obtenir el Premi d'Arquitectura Contemporània Mies van der Rohe de 2011. Després de 2000 va guanyar encàrrecs per a diversos altres projectes de museus importants a Alemanya, va dissenyar diversos projectes de museus importants a Alemanya, com ara el Literaturmuseum der Moderne de Marbach (2002–2006) i la Galerie Am Kupfergraben 10 a Berlín (2003–2007). En el mateix període, va dissenyar i construir, juntament amb Fermín Vázquez a gran velocitat, l'Edifici Veles e Vents de València (2005-2006), seu de la Copa Amèrica de vela, i l'enorme complex Ciutat de la Justícia de Barcelona i l'Hospitalet de Llobregat, que va reunir en nou immensos blocs de formigó les oficines anteriorment repartides en disset diferents edificis. També va construir el seu primer projecte als Estats Units, una ampliació del Museu d'etnologia i història natural d'Anchorage, Alaska (2003–2009).
El 1999, David Chipperfield va ser guardonat amb la medalla d'or Tessenow, que va ser seguida per una exposició de les seves obres juntament amb les de Tessenow Stipendiat i de l'arquitecte espanyol Andrés Jaque. El 2000 va ser un dels arquitectes que van representar Gran Bretanya en la Biennal d'Arquitectura de Venècia. El 2003 va ser elegit Membre Honorari de l'Acadèmia d'Art i Disseny de Florència. El 2004 va ser nomenat comandant de l'Orde de l'Imperi Britànic (CBE) per la seva tasca en arquitectura i el 2021 nomenat membre de l'Orde dels Companys d'Honor.
També ha estat professor de disseny en diferents escoles d'arquitectura del Regne Unit i professor convidat a diverses universitats a Àustria, Itàlia, Suïssa, el Regne Unit i els Estats Units.
En 2023 li fou atorgat el Premi Pritzker pel seu disseny d'edificis respectuosos i compromesos amb l'entorn històric preexistent, duent a terme una arquitectura integrativa, calmada i elegant, reimaginant la funcionalitat i l'accessibilitat dels nous edificis, les renovacions i les restauracions.
Altres obres destacades de l'arquitecte son River and Rowing Museum (Henley-on-Thames, 1997), BBC Pacific Quay (Glasgow, 2007), The Hepworth Wakefield (Wakefield, 2011), Turner Contemporary (Margate, 2011), l'Edifici Est del Museu d'Art de Saint Louis (Saint Louis, 2013), Campus Joachimstraße (Berlin, Germany, 2013), Museo Jumex (Ciutat de Mèxic, 2013), One Pancras Square (Londres, 2013), la renovació de la Royal Academy of Arts (Londres, 2018), Hoxton Press (Londres, 2018) i l'ampliació del Kunsthaus Zürich (Zurich, 2020).

## Galeria d'imatges

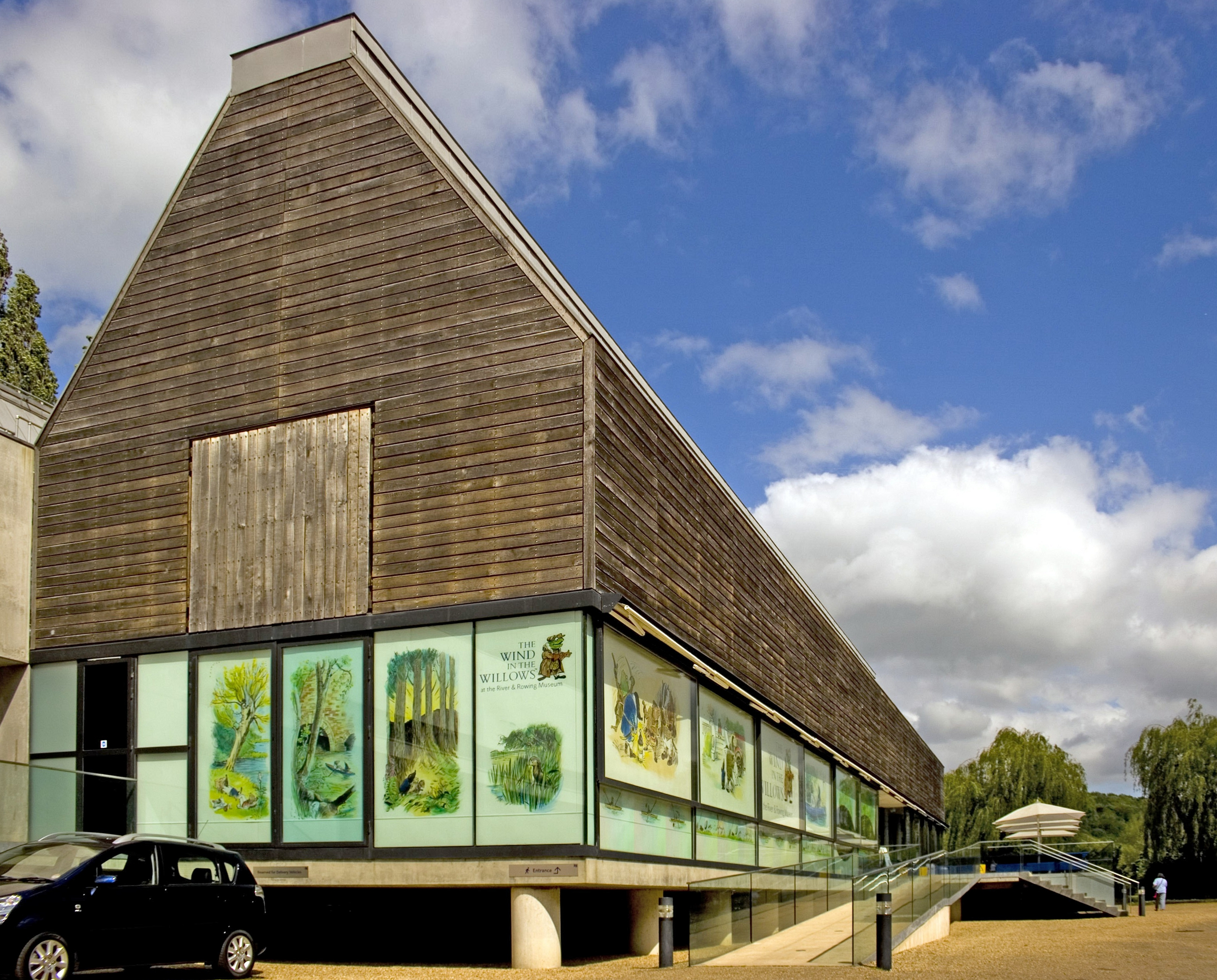
River and Rowing Museum, edifici de David Chipperfield
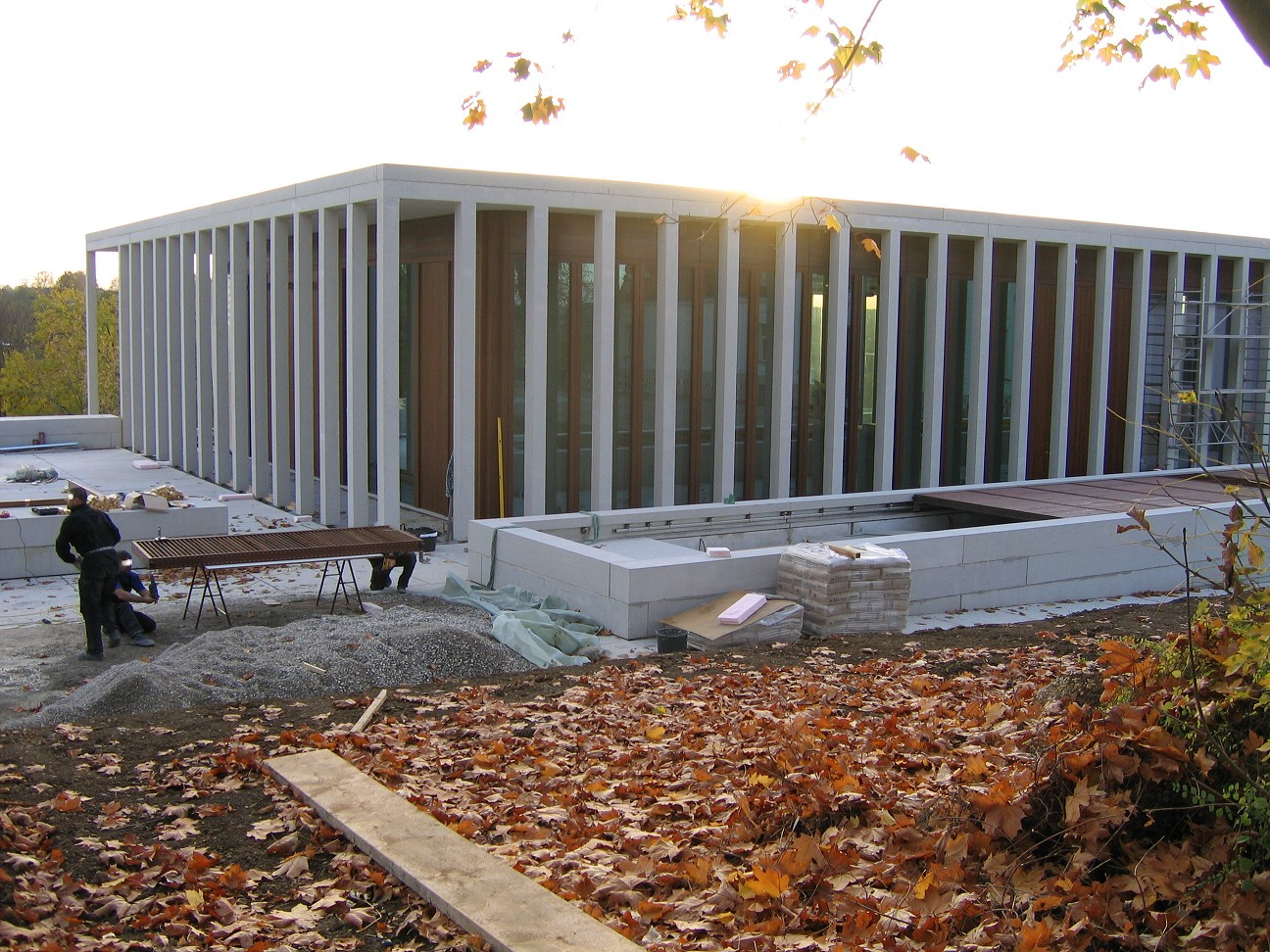
Literaturmuseum der Moderne (LiMo) a Marbach am Neckar.
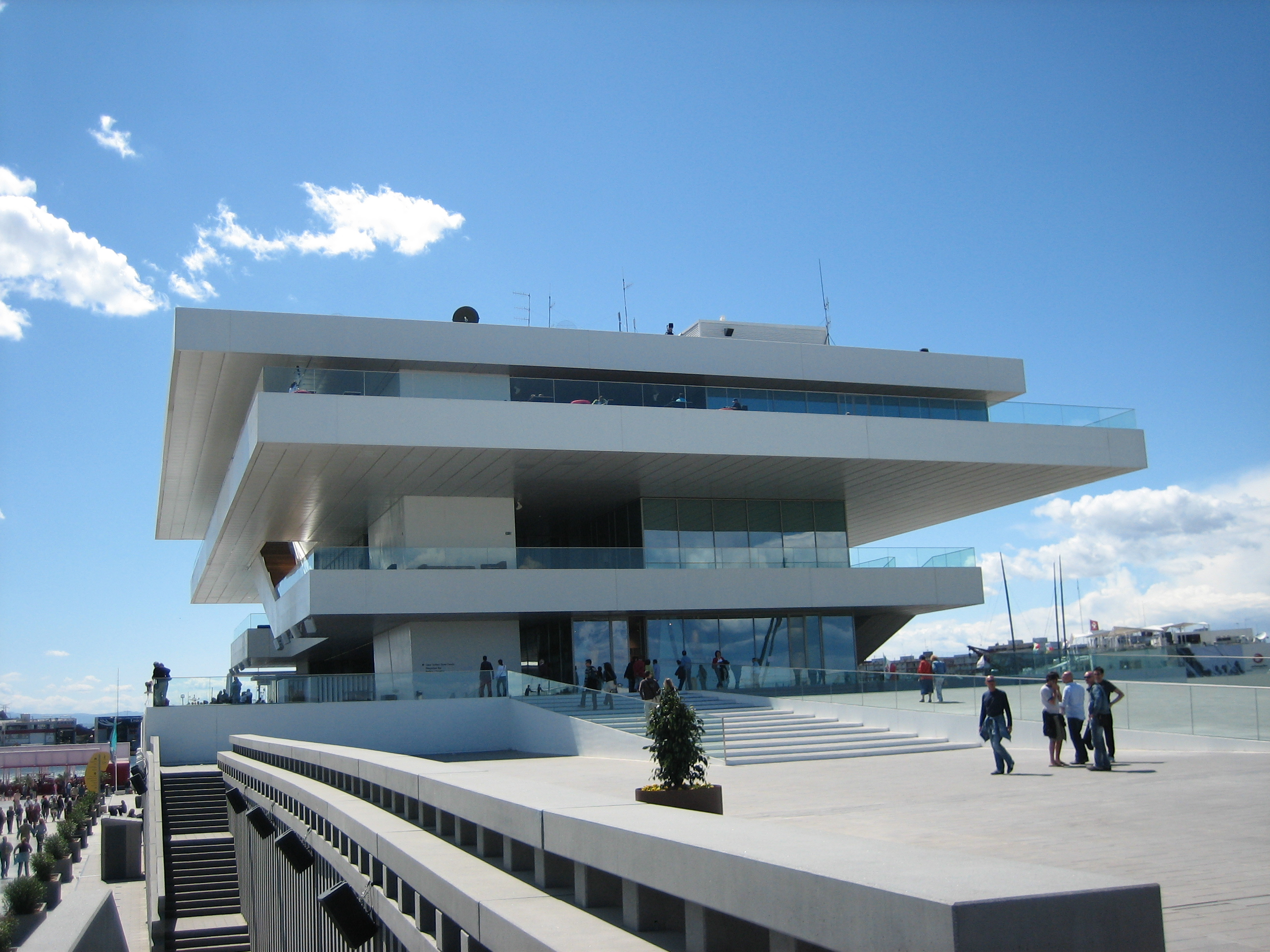
Edifici Veles e Vents, a València
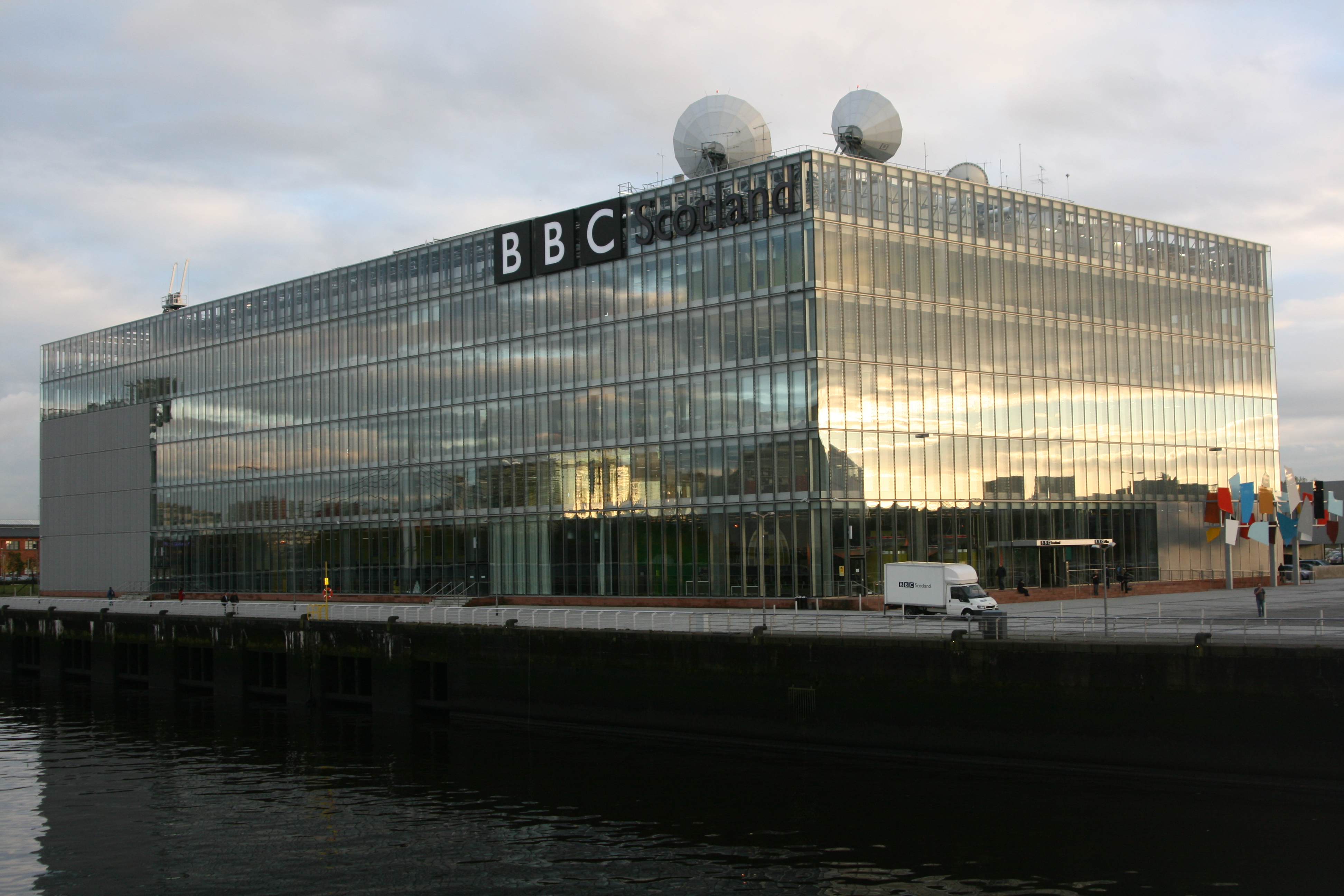
BBC Scotland, a Glasgow
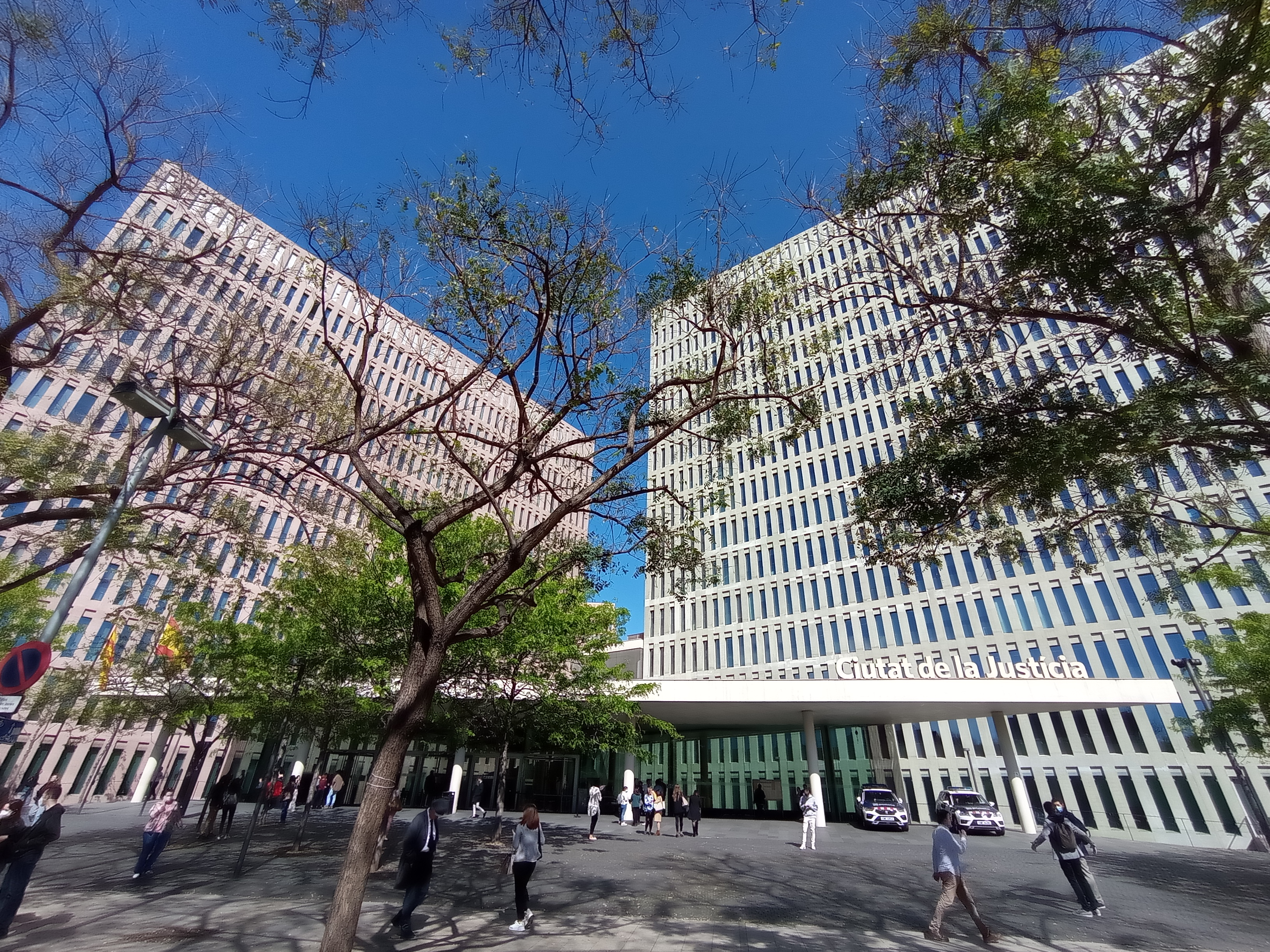
Ciutat de la Justícia, a Barcelona i l'Hospitalet